# Bühne
Bühne là một đô thị thuộc huyện Harz, bang Sachsen-Anhalt, Đức. Đô thị Bühne có diện tích 11,11 km², dân số thời điểm ngày 31 tháng 12 năm 2006 là 558 người.